# Mobilização Democrática
Mobilização Democrática (MD) teria sido um partido político brasileiro resultante da fusão entre o PPS e o PMN, em 17 de abril de 2013. O número nas urnas seria o 33, usado pelo PMN até 16 de abril.  Apesar da fusão ter sido anunciada, o registro no Tribunal Superior Eleitoral não chegou a acontecer. No dia 28 de julho, o PMN desistiu da fusão.

## História
Originalmente a MD seria formada pela fusão entre PPS, PMN e PHS. A soma dos votos obtidos pelos três partidos nas eleições de 2006 ultrapassava o mínimo exigido pela cláusula de barreira.
No dia 24 de novembro de 2006, foi protocolado o pedido de registro partidário definitivo da Mobilização Democrática no Tribunal Superior Eleitoral (TSE). O relator do processo foi o ministro Gerardo Grossi. A solicitação partidária foi publicada no Diário Oficial da União (DOU) pelo TSE. O Ministério Público Eleitoral também emitiu um parecer.
A diplomação dos parlamentares e governadores eleitos em outubro de 2006 ocorreria normalmente, independentemente de o registro partidário ter ocorrido ou não. Para esse efeito, vale o partido sob o qual o candidato foi eleito. A MD faria parte do bloco de oposição ao Governo Lula no 2º mandato.
A Mobilização Democrática teria uma bancada de 27 deputados federais, a sexta maior da Câmara.  O único representante no Senado, Expedito Júnior (RO, eleito pelo PPS), assumiria na nova legislatura, dia 1º de janeiro. A MD teria ainda 2 prefeitos de capitais (José Fogaça, em Porto Alegre, e Iradilson Sampaio, em Boa Vista) e 2 governadores eleitos.
Entretanto, após a cláusula de barreira ser julgada inconstitucional pelo Supremo Tribunal Federal, os partidos se separam e a MD foi extinta antes de obter o registro.
As negociações ente o PPS e PMN foram retomadas em 2013, e a MD foi finalmente oficializada no dia 17 de abril. A decisão foi tomada em congressos extraordinários, realizados em Brasília. A Mobilização Democrática, que utilizaria o número 33, nasceria na oposição ao governo federal e trabalharia para a construção de um projeto alternativo para o Brasil em 2014. Juntas, as duas forças políticas somariam 13 deputados federais, 58 estaduais, 147 prefeitos e 2.527 vereadores. Seriam 683.420 filiados em todo o país.
Em convenção realizada no dia 28 de julho de 2013, o PMN decidiu desistir da fusão, alegando divergências verificadas nos diretórios estaduais entre representantes do PMN e do PPS e a decisão do PPS de esperar a resposta de uma consulta ao TSE antes de registrar a fusão no tribunal. A consulta, feita por outro o partido, o PSB, questionou o tribunal sobre a possibilidade de partidos que se fundirem poderem atrair parlamentares de outros legendas sem que incorram em infidelidade partidária.